# Giuliano Amato

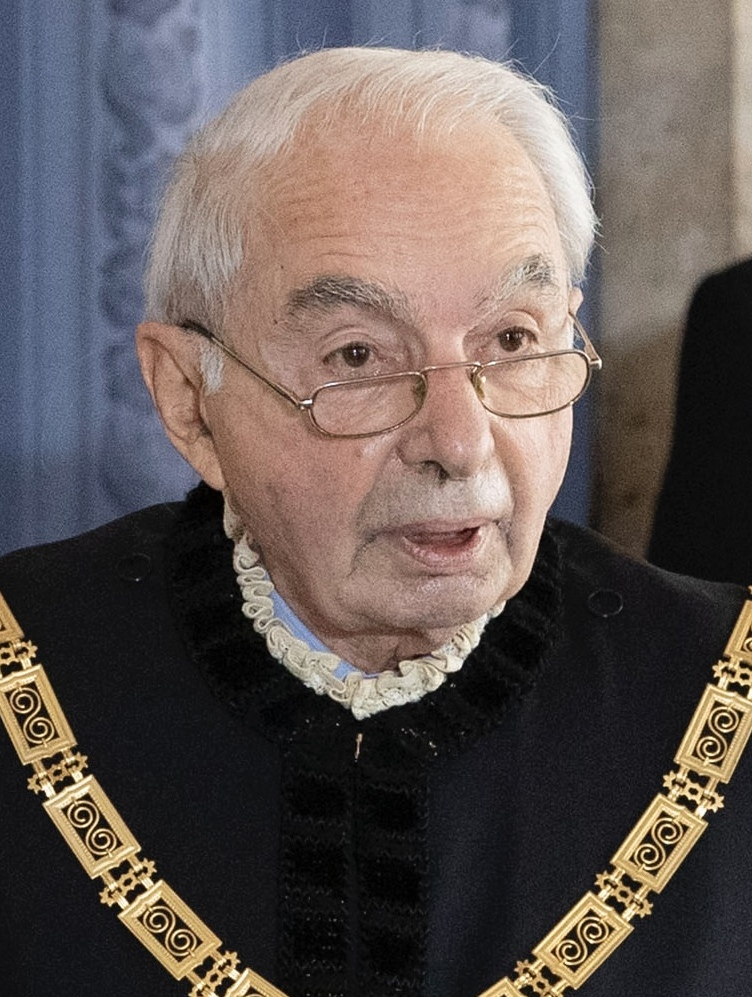
Giuliano Amato (2022)

Giuliano Amato (* 13. Mai 1938 in Turin) ist ein italienischer Politiker. Er war von 1992 bis 1993 sowie von 2000 bis 2001 italienischer Ministerpräsident. In der zweiten Regierung Prodi amtierte er als Innenminister (2006 bis 2008). Von 2013 bis 2022 war er Richter des italienischen Verfassungsgerichtshofes, ab dem 29. Januar 2022 dessen Präsident.

## Ausbildung und frühe politische Karriere
Amato studierte Rechtswissenschaften an der Universität Pisa und der Law School der Columbia University. Neben seinen Studien an der Universität Pisa, die er bei dem Verfassungsrechtler Carlo Lavagna abschloss, war Amato Schüler des damaligen Collegio Medico-Giuridico (heutzutage Scuola Superiore Sant’Anna). Er verfolgte daraufhin eine weitere akademische Laufbahn und war ab 1975 Professor für Verfassungsrecht an der Universität La Sapienza in Rom.
Amato war bereits 1958 der Partito Socialista Italiano (PSI) beigetreten. Er übernahm früh verschiedene politische und gesellschaftliche Aufgaben, u. a. als Leiter der juristischen Abteilung im Finanzministerium (Ende der 60er Jahre) und Ende der 70er in verschiedenen Regierungskommissionen. Kurzzeitig beriet er auch die EU-Kommission.
Von 1983 bis 1994 vertrat Amato die Sozialisten in der Abgeordnetenkammer. Zwischen 1983 und 1987 war er Unterstaatssekretär bei Ministerpräsident Bettino Craxi, anschließend von 1987 bis 1989 Schatzminister, bis 1988 auch stellvertretender Ministerpräsident. 1989 wurde er stellvertretender Generalsekretär der Sozialistischen Partei.

## Erste Amtszeit als Ministerpräsident
Von Juni 1992 bis April 1993 war Giuliano Amato italienischer Ministerpräsident (1992 auch für wenige Tage geschäftsführender Außenminister). Die Regierungsarbeit gestaltete sich von Anfang an schwierig. Amato verfolgte eine rigide Sparpolitik, erhöhte das Renteneintrittsalter und die Steuern, und trieb die Privatisierung staatlicher Betriebe voran. Die Washington Post zitierte ihn 1992 mit folgenden Worten:
„My government is one of necessity, not popularity. I am trying to tell people that things can no longer be the same-that, in effect, it is time for Italians to enter the human race. We had reached the edge of the cliff, and it was time to step back. People have to realize that. I keep saying we can't live in a vacuum. France, Denmark, even Britain have carried out reforms in the past decade, while we just built up debt to the point that it is more than 100 percent of our gross national product.“
In dieser Zeit wurde zudem die Verwicklung eines Großteils der politischen Klasse Italiens, insbesondere der Democrazia Cristiana und der Sozialisten, in Korruptionsfälle aufgedeckt. Auch wenn Amatos persönliche Integrität nie angezweifelt wurde, richteten sich auch zahlreiche Ermittlungen gegen Mitglieder seiner Regierung.
Im April 1993 ernannte Staatspräsident Scalfaro daher den Zentralbankchef Carlo Azeglio Ciampi zum neuen Ministerpräsidenten. Die PSI löste sich 1994 auf, anschließend war Amato parteilos. Bei der Parlamentswahl 1994 unterstützte er den Patto per l’Italia.

## Präsident des Kartellamts, Minister
Giuliano Amato übernahm daraufhin von 1994 bis 1997 die Leitung des italienischen Kartellamts. Er stand dem Mitte-links-Bündnis L’Ulivo nahe und wurde in der Regierung von Massimo D’Alema im Oktober 1998 zum Minister für institutionelle Reformen ernannt. Nach der Wahl Carlo Azeglio Ciampis zum Staatspräsidenten im Mai 1999 wechselte Amato zum zweiten Mal an die Spitze des Finanzministeriums.

## Zweite Amtszeit als Ministerpräsident
Im April 2000 trat Massimo D’Alema wegen Niederlagen in Regionalwahlen zurück und Giuliano Amato übernahm erneut den Posten des Ministerpräsidenten. Auch wenn die Zerstrittenheit seiner 12-Parteien-Koalition vieles blockierte, war die Bilanz zum Ende seiner Amtszeit recht gut: ein Wachstum von 2,8 %, moderate Inflation und eine Neuverschuldung von nur noch 1,5 % des BIP (womit der Stabilitätspakt klar eingehalten wurde). Nach dem Rücktritt des Ministers Ortensio Zecchino (PPI) im Februar 2001, führte Amato bis zum Ende der Regierungsperiode interimistisch auch das Ministerium für Universitäten und Forschung.
Amato bewarb sich 2001 nicht um eine Wiederwahl als Ministerpräsident. Spitzenkandidat des Mitte-links-Bündnisses L’Ulivo war Francesco Rutelli, die Wahl gewann jedoch Silvio Berlusconi mit seinem Mitte-rechts-Bündnis Casa delle Libertà.

## Seit 2001
Bei der Parlamentswahl 2001 wurde Amato für das L’Ulivo-Bündnis als Vertreter des Wahlkreises von Grosseto (Toskana) in den Senat gewählt. In den folgenden Jahren bemühte er sich um die Gründung einer moderaten Reformpartei.
Des Weiteren war er von 2002 an Vizepräsident des Europäischen Konvents, der die Europäische Verfassung erarbeitete. Nach dem Scheitern der Europäischen Verfassung infolge der Volksabstimmungen in Frankreich und den Niederlanden leitete er die sogenannte Amato-Gruppe. Diese informelle Gruppe aus europäischen Politikern bearbeitete einen Vorschlag, der die wesentlichen Elemente des Verfassungsvertrags übernahm und dem Vertrag von Lissabon zugrunde lag. 2002 wurde er zudem in die American Academy of Arts and Sciences gewählt.
Bei der Parlamentswahl 2006 wurde Amato auf der L’Ulivo-Liste in die Deputiertenkammer gewählt. Von Mai 2006 bis Mai 2008 war er italienischer Innenminister im Kabinett von Romano Prodi. Ab Mai 2007 war er Mitglied des nationalen Komitees der zu dieser Zeit in Gründung befindlichen Partito Democratico (PD). In dieser gingen mehrere Parteien des Mitte-links-Lagers auf. 2009 wurde Amato zum Präsidenten des Istituto dell’Enciclopedia Italiana; dieses Amt hatte er bis zu seiner Ernennung zum Verfassungsrichter inne. Im November 2011 wurde er als möglicher Außenminister in der Regierung Monti gehandelt, der sich stattdessen aber für Giulio Terzi di Sant’Agata entschied.
Am 21. Februar 2012 wurde Giuliano Amato Präsident der Scuola Superiore Sant’Anna in Pisa. Am 12. September 2013 ernannte Staatspräsident Giorgio Napolitano Amato zum Richter des Verfassungsgerichtshofes. Am 16. September 2020 wurde er zum Vizepräsidenten des Gerichtshofes ernannt. Am 29. Januar 2022 wurde er als Nachfolger von Giancarlo Coraggio zum 45. Präsidenten des Verfassungsgerichtshofes einstimmig gewählt. Aus diesem Amt schied er am 18. September 2022 aus.